# Arkadij och Boris Strugatskij
Arkadij Natanovitj Strugatskij (född 28 augusti 1925, död 12 oktober 1991) och Boris Natanovitj Strugatskij (född 14 april 1933, död 19 november 2012) var ett ryskt författar- och brödrapar som har skrivit mycket internationellt uppmärksammad science fiction.

## Levnad och bedrifter
Brödernas kanske mest kända bok är Stalker (en vidareutveckling av en passage i deras roman Picknick vid vägkanten) som senare gjordes till en omtalad filmatisering av Andrej Tarkovskij. Denna roman och filmen är verk som den svenska litteratuvetaren och slavisten Henriette Cederlöf, valt att behandla i sin avhandling ”Alien Places in Late Soviet Science Fiction” (2014). Hennes analyser bygger på ytterligare två romaner, Inspektör Glebskys Puzzel (Otel’ U pogibšego al’pinista, 1970) och Pojkvaskern (Malyš, 1971)  plus filmen Den döde alpinistens hotell (Hukkunud alpinisti hotell/ Otel’ U pogibšego al’pinista, Kromanov, 1979). De tre romanerna som förmenta framställningar av temat "kontakt med utomjordisk intelligens", avsågs ursprungligen publiceras i en volym med titeln Oväntade möten i svensk översättning. Dessa romaner och filmer ger tillsammans en pålitlig karta över denna tidsperiod, vars övergång till 1970-talet i Sovjetunionen hon beskriver som ett kulturellt paradigmskifte från det rationella till det irrationella.
Många av brödernas böcker utspelar sig i vad de kallar Middagsuniversumet, ett sofistikerat teknokratiskt samhälle, där pengar inte existerar. Boris Strugatskij har sagt att hans och Arkadijs verk tillhör det han kallar för "realistisk science fiction". Med det vill författaren betona att det är människor och deras öde som står i centrum av deras verk. Intresset har skiftat från en yttre rymd till en inre rymds konflikter. Andra planeter, framtidens teknik, etc är inget mer än "dekorationer".